# Локатор

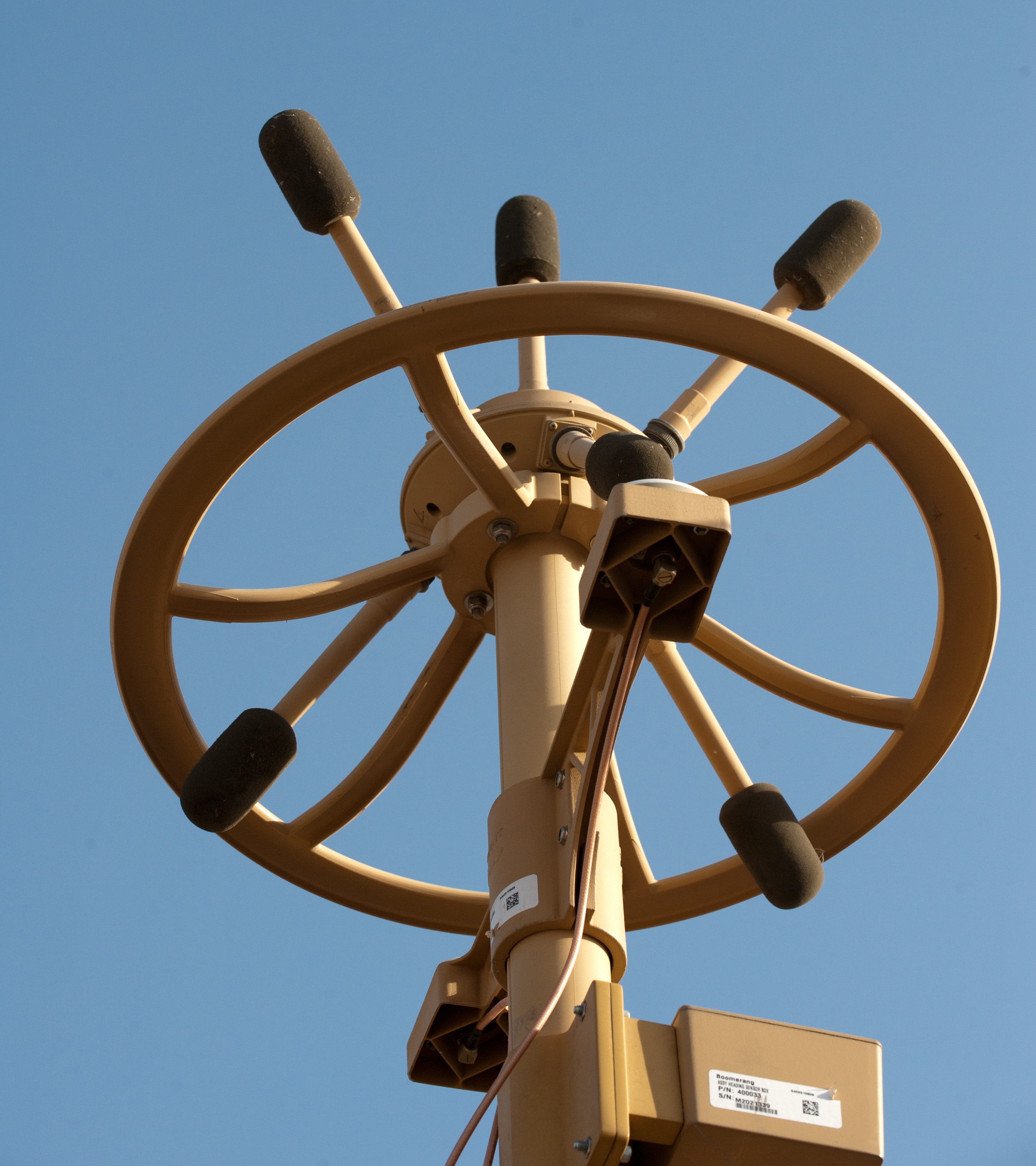
Бумеранг (локатор выстрела)

Локатор (от лат. locus — место) — средство обнаружения для локации: определения местоположения объектов по отраженных от них волнам, либо по его собственному излучению. Локаторы также могут выполнять другие задачи: распознавания объекта, определения параметров движения, сопровождения объекта.
Локаторы функционируют, отправляя определенный вид энергии, такой как ультразвук или радиоволны, в направлении целевого объекта. Когда эта энергия сталкивается с объектом, она отражается обратно к локатору. Затем локатор анализирует отраженные сигналы, извлекая информацию о расстоянии, форме и характеристиках объекта. Точность результата зависит от мощности исходного сигнала, чувствительности приемника и алгоритмов обработки данных.
Существует несколько типов локаторов, включая гидролокаторы, которые применяются под водой для обнаружения подводных объектов, радиолокаторы, используемые в воздушной и космической навигации, и оптические локаторы, которые работают с использованием видимого или инфракрасного света для обнаружения объектов на различных расстояниях и в различных условиях освещенности. Каждый тип локатора имеет свои уникальные характеристики и предназначен для различных приложений и условий.

## Устройство или живой орган
Примеры локаторов:
- Лазерный дальномер
- Радиолокационная станция (РЛС)
- Эхолот